# Demon Attack
Demon Attack ist ein Videospiel, das 1982 von der US-amerikanischen Firma Imagic für den Atari 2600 veröffentlicht wurde. Das Spiel war sehr erfolgreich und gehörte zur damaligen Zeit zu den erfolgreichsten Videospielen für Heimspielkonsolen. Demon Attack wurde von Rob Fulop programmiert.

## Geschichte
Die offizielle Geschichte des Spiels Demon Attack handelt davon, dass sich der Spieler mit seinem Schiff auf dem Eisplaneten Krybor befindet. Gruppen von Demon-Schiffen belagern den Planeten und greifen den Spieler an. Die Spielidee von Demon Attack ist einfach: Der Spieler nutzt seine Laserwaffen, um die Gruppen der Demons zu zerstören, damit der Spieler selbst überlebt. An vielen Stellen des Spiels ähnelt Demon Attack den üblichen Shootern der Zeit, dennoch gibt es einige Eigenarten des Spiels, die es aus der Masse heraushebt. Dazu gehört besonders die grafische Darstellung, die für den Atari 2600 damals sehr fortschrittlich war.

## Hintergrund
Demon Attack ähnelte dem zuvor erschienenen Videospiel Phoenix. Das führte zu einem Rechtsstreit zwischen Imagic und Atari, die die Rechte an dem Spiel Phoenix hielten. Atari verlor diesen Rechtsstreit, was dazu führte, dass Demon Attack das einzige wirklich erfolgreiche Spiel von Imagic wurde. Neben der Version für den Atari 2600 produzierte Imagic auch Versionen des Spiels für Intellivision und die Philips-G7000-Spielkonsole.
Das Spiel wurde so programmiert, dass es nach der 84. Angriffswelle endet, da der Programmierer Rob Fulop nicht glaubte, dass Spieler so weit kommen würden. Zwei Tage nachdem das Programm auf den Markt gekommen war, konnte ein Junge alle 84 Angriffswellen überwinden. Nachdem die erste Produktionsreihe der Cartridges verkauft war, veränderte Fulop eine Zeile des Programmcodes, sodass das Spiel nicht endete, aber es auch nicht nach der 84. Angriffswelle schwieriger wurde.